# Zubřina
Die Zubřina (deutsch Watow) ist ein rechter und der zweitgrößte Zufluss der Radbuza in Tschechien.

## Verlauf
Die Zubřina entspringt westlich von Pelechy in der Všerubská vrchovina auf dem Gebiet des Naturparks Český les. Der Bach fließt an seinem Oberlauf zunächst mit westlicher Richtung an Šnory vorbei und wendet sich am Fuße der Salka (600 m n.m.) nach Norden. Danach fließt die Zubřina über Stará Pasečnice und Nová Pasečnice in den Naturpark Zelenov. Vorbei an Na Pohodnici, U Honesa und Na Pile, wo er von der Bahnstrecke Plzeň–Furth im Wald überbrückt wird, erreicht der Bach die Chodská pahorkatina. Sein Lauf führt über Valcha und Na Cihelně an den Rand des Naturparks Zelenov, wobei er den Hügel Na Zámku (578 m n.m.) mit der Burgstätte Havlovice westlich und nördlich umfließt. In Havlovice nimmt die Zubřina die nordöstliche Richtung und durchfließt Domažlice; links des Baches liegen die Obere Vorstadt (Hořejší Předměstí), die Innenstadt und die Untere Vorstadt (Dolejší Předměstí), am rechten Ufer befinden sich die Bezdiekauer Vorstadt (Bezděkovské Předměstí) und der Bahnhof Domažlice. Vorbei an Lonských Mlýn, Staňkův Mlýn, Bořice, Vodolenka, Spálený Mlýn, Byšensko und Na Ovčíně erreicht der Bach Radonice, wo er die nördliche Richtung einnimmt. Entlang seines weiteren Laufes liegen die Orte Milavče, Na Brandejse, Nový Mlýn, Nahošice, Výrov und Blížejov. Anschließend ändert die Zubřina ihre Richtung wieder nach Nordosten und fließt auf ihrem Unterlauf an Přívozec, Chotiměř, Osvračín, Pasecký Mlýn und Bílý Mlýn vorbei durch die Staňkovská pahorkatina. Nach 33,1 Kilometern mündet die Zubřina am südwestlichen Stadtrand von Staňkov in die Radbuza.
Die Bahnstrecke Plzeň–Furth im Wald folgt zwischen Na Pile und Staňkov dem Lauf des Baches; bei Na Pile, Na Ovčíně und Hlohová überquert sie die Zubřina.

## Zuflüsse
- Pastritzkanal (l), bei Na Pile
- Havlovický potok (l), in Havlovice
- Petrovický potok (l), oberhalb von Domažlice
- Škarman (l), in Domažlice
- Tlumačovský potok (r), bei Bořice
- Chrastavický potok (l), bei Vodolenka
- Zahořanský potok (r), bei Na Ovčíně
- Božkovský potok (r), bei Na Brandejse
- Nahošický potok (l), in Nahošice
- Výrovský potok (l), unterhalb von Nahošice
- Hradišťský potok (r), bei Chotiměř
- Dravý potok (r), in Osvračín

## Durchflossene Teiche
- Pasečnický rybník, zwischen Stará Pasečnice und Nová Pasečnice
- Strakovský rybník, bei U Honesa
- Zelenovský rybník, bei U Honesa

## Galerie

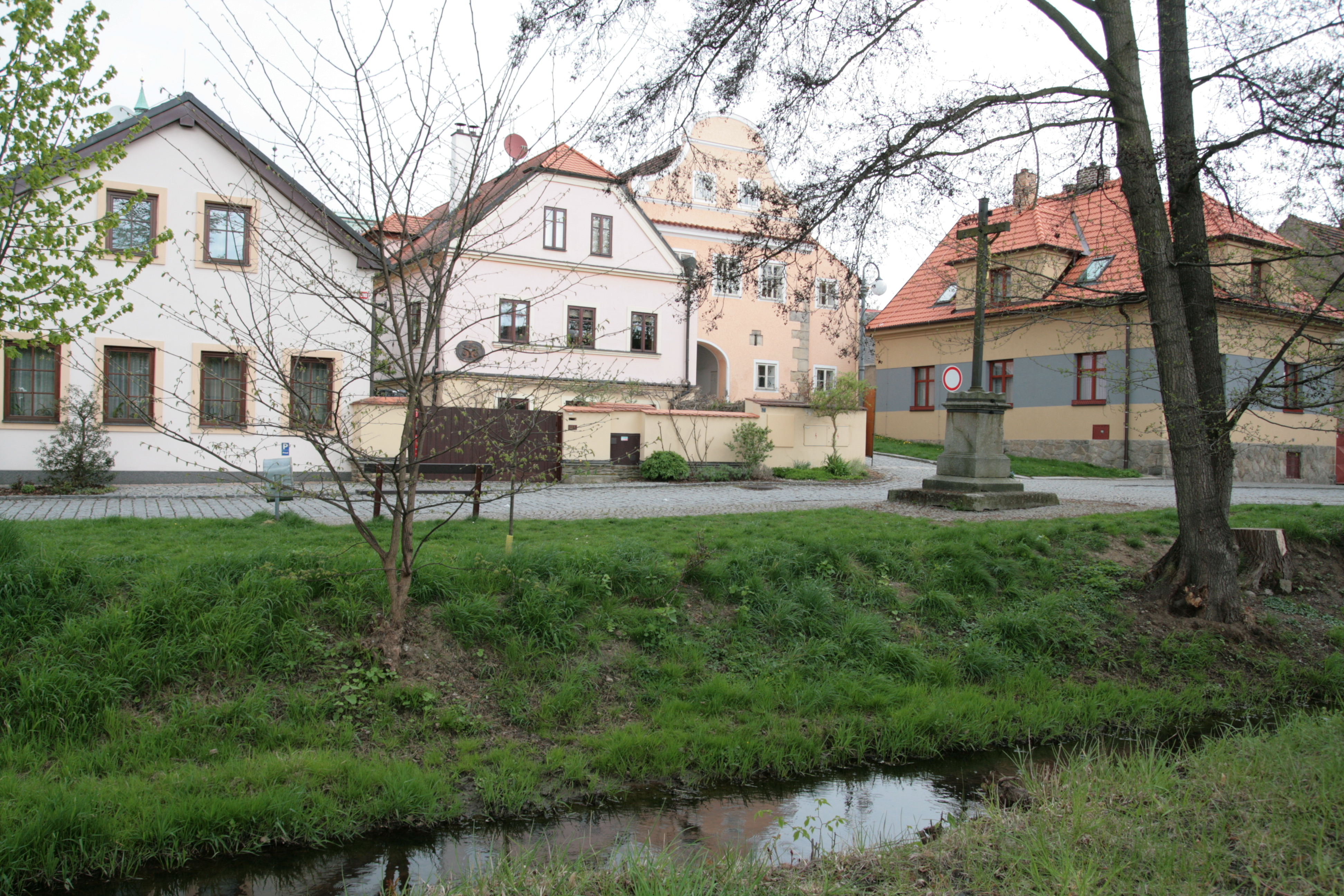
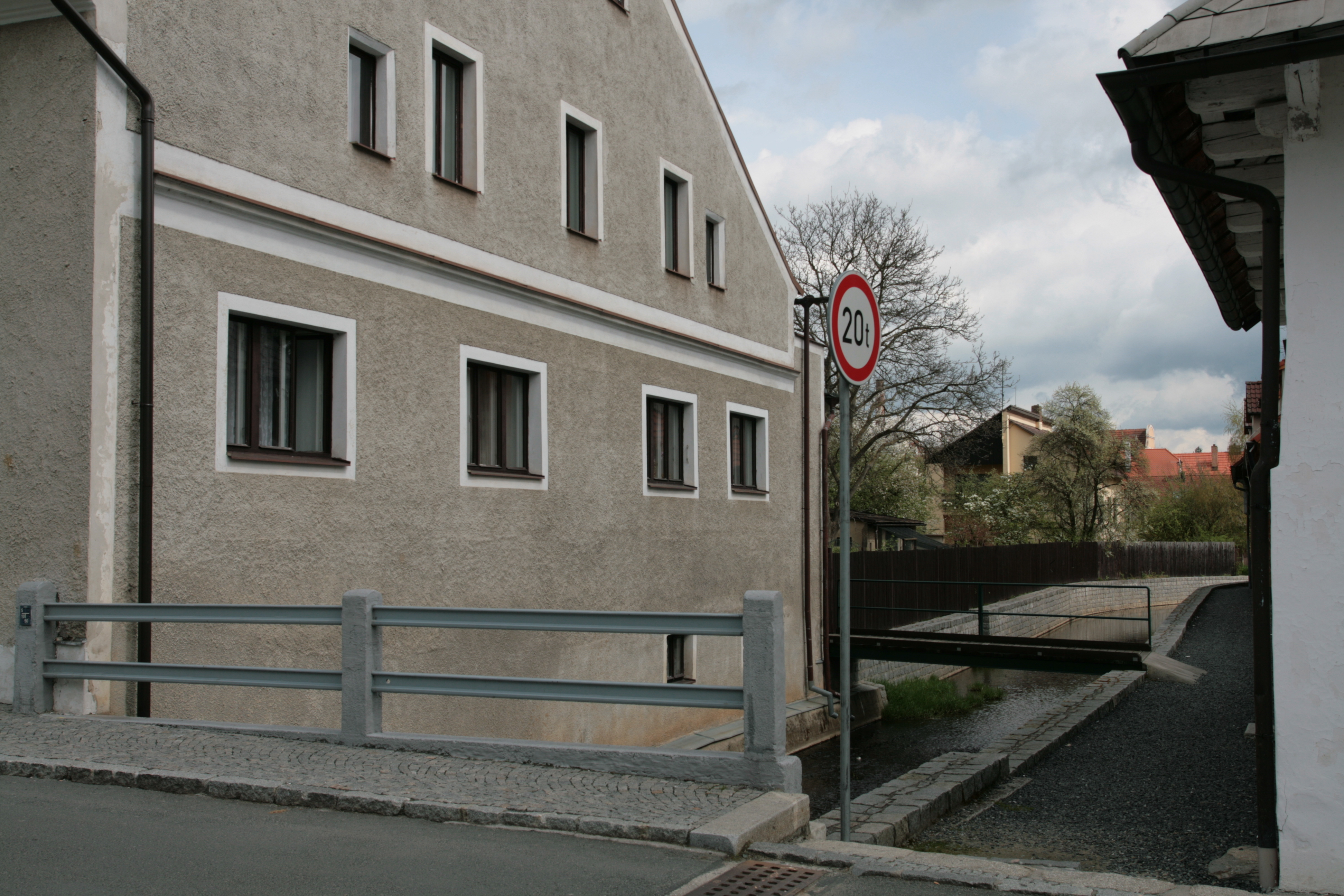
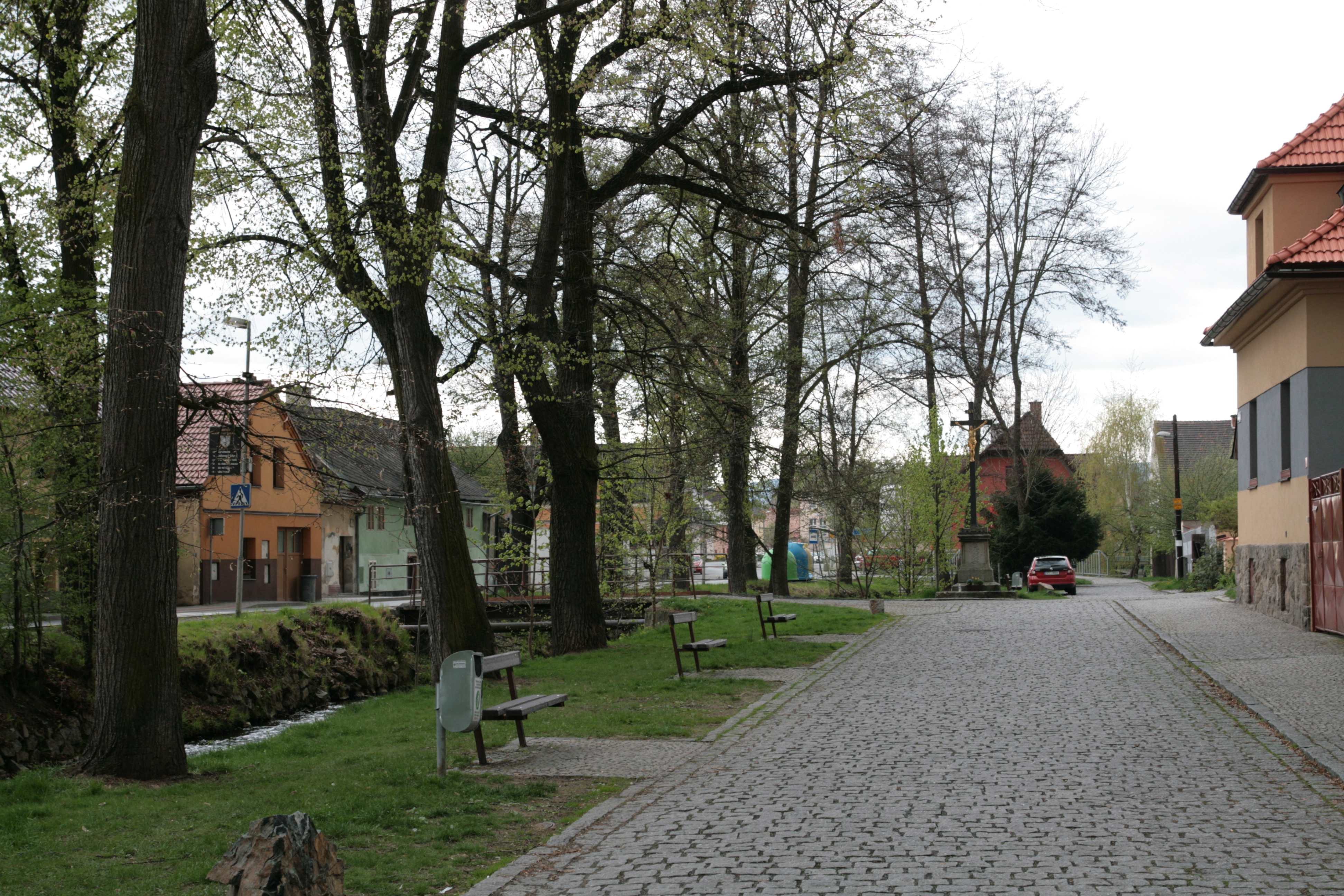